# Municipio de Jackson (condado de Richland)
El municipio de Jackson (en inglés: Jackson Township) es un municipio ubicado en el condado de Richland en el estado estadounidense de Ohio. En el año 2010 tenía una población de 3552 habitantes y una densidad poblacional de 56,14 personas por km².

## Geografía
El municipio de Jackson se encuentra ubicado en las coordenadas 40°51′5″N 82°36′9″O / 40.85139, -82.60250. Según la Oficina del Censo de los Estados Unidos, el municipio tiene una superficie total de 63.27 km², de la cual 63 km² corresponden a tierra firme y (0,43 %) 0,27 km² es agua.

## Demografía
Según el censo de 2010, había 3552 personas residiendo en el municipio de Jackson. La densidad de población era de 56,14 hab./km². De los 3552 habitantes, el municipio de Jackson estaba compuesto por el 97,72 % blancos, el 0,96 % eran afroamericanos, el 0,03 % eran amerindios, el 0,59 % eran asiáticos, el 0,11 % eran de otras razas y el 0,59 % eran de una mezcla de razas. Del total de la población el 0,79 % eran hispanos o latinos de cualquier raza.